# 佐倉ハイジ
佐倉 ハイジ（さくら ハイジ）は、日本の漫画家。主にボーイズラブ作品を手がけている。同人誌では栗岡 レジとして活動している。

## 経歴
2001年に「俺様なペット」でデビュー。2006年5月にはウェルカムCL-DXキャンペーンCDとして「暴れる犬」が自身初のドラマCD化された。

## 作品

### 漫画
- 俺様なペット（2001年10月、角川書店 あすかコミックスCL-DX）
- お味はどうですか？（2003年6月、角川書店 あすかコミックスCL-DX）
- 感応喫茶店（2004年3月、角川書店 あすかコミックスCL-DX）
- 思い知れ。（2005年2月、角川書店 あすかコミックスCL-DX）
- お世話やきます（2005年9月、コアマガジン drapコミックス）
- 暴れる犬（2006年5月、角川書店 あすかコミックスCL-DX）
- これからどうしよう？（2007年3月、角川書店 あすかコミックスCL-DX）
- 投げやりの夜（2007年9月 新書館、Dear+コミックス）
- 大人になっても（2008年7月、コアマガジン drapコミックス）
- この手でよければ（2008年8月、角川書店 あすかコミックスCL-DX）
- 赤い目をした少年は（2009年10月、幻冬舎コミックス ルチルコレクション）
- BL48手（2011年2月28日、アンソロジー、泰文堂 Earth star books）※四十八手の鳴門を担当

### イラスト
- セブンティーン・ドロップス（2005年12月、著：砂原糖子、新書館 ディアプラス文庫）
- ビター・スイート・レシピ（2008年7月10日、著：月村奎、新書館 ディアプラス文庫）
- 硝子の花束（2008年8月18日、著：杉原理生、幻冬舎コミックス ルチル文庫）
- 虹色スコール（2008年9月10日、著：砂原糖子、新書館 ディアプラス文庫）
- たまには恋でも（2010年3月9日、著：渡海奈穂、新書館 ディアプラス文庫）
- ヘタレ男子（2010年12月27日、芳文社 花音コミックスアンソロジー）※カバーイラストのみ
- 芸人シリーズ（著：久我有加、新書館 ディアプラス文庫）
  - 君が笑えば世界も笑う（2014年7月9日）
  - もっとずっときっと笑って（2014年10月9日）
- 友達に求愛されてます（2014年12月9日、著：桜木知沙子、新書館 ディアプラス文庫）
- 国民的スター シリーズ（著：小林典雅、新書館 ディアプラス文庫） 
  - 国民的スターに恋してしまいました（2016年2月9日）
  - 国民的スターと熱愛中です（2017年6月9日）
  - スターのマネージャーも恋してしまいました（2021年2月10日）
- これからは別れのお時間です ～薬屋兄弟と疫病神の縁直し～（2019年5月13日、著：葵居ゆゆ、二見書房 サラ文庫）※カバーイラストのみ
- おうちとごはんと愛をください（2020年2月25日、著：夕映月子、二見書房 シャレード文庫）
- 恋になるには遅すぎる（2020年11月10日、著：安西リカ、新書館 ディアプラス文庫）